# 2018년 동계 올림픽 레바논 선수단
2018년 동계 올림픽 레바논 선수단은 대한민국 평창에서 개최된 2018년 동계 올림픽에 참가하는 올림픽 레바논 선수단이다.
이번 대회에서 레바논은 남자 2명과 여자 1명, 총 3명의 선수가 두 종목에 참가하였다.

## 참가 선수
다음은 각 종목별 참가 현황이다.
| 종목         | 남자 | 여자 | 총합 |
| ------------ | ---- | ---- | ---- |
| 알파인스키   | 1    | 1    | 2    |
| 크로스컨트리 | 1    | 0    | 1    |
| 총합         | 2    | 1    | 3    |

## 알파인스키
레바는에는 남녀 선수 한명씩 총 두 명의 선수가 배정됐다.
| 선수            | 종목        | 1차     | 1차  | 2차     | 2차  | 종합    | 종합 |
| 선수            | 종목        | 시간    | 순위 | 시간    | 순위 | 시간    | 순위 |
| --------------- | ----------- | ------- | ---- | ------- | ---- | ------- | ---- |
| 알렌 베흘로크   | 남자 대회전 | 1:26.70 | 80   | 1:25.43 | 71   | 2:52.13 | 71   |
| 알렌 베흘로크   | 남자 회전   | DNF     | DNF  | DNF     | DNF  | DNF     | DNF  |
| 나타차 모흐바트 | 여자 회전   | 1:06.73 | 57   | 1:05.31 | 53   | 2:12.04 | 52   |

## 크로스컨트리
레바논에는 총 한명의 선수에게 출전권이 배정됐다. 레바논이 크로스컨트리 종목에 출전한 것은 1956년 동계 올림픽 이후 62년 만이다.
| 선수          | 종목           | 결승    | 결승     | 결승 |
| 선수          | 종목           | 시간    | 감점     | 순위 |
| ------------- | -------------- | ------- | -------- | ---- |
| 사메르 타우크 | 남자 15km 프리 | 47:03.4 | +13:19.5 | 109  |